# Melody (pel·lícula de 2023)
Melody (en persa: ملودی) és una pel·lícula dramàtica de misteri tayiko-iranià de 2023 escrita, dirigida, produïda i editada per Behrouz Sebt Rasoul. Es tracta de la professora de música Melody que vol compondre una peça sentida per als nens que lluiten contra el càncer, utilitzant el so de 30 ocells.
La pel·lícula va ser seleccionada com l'entrada tayika a la millor pel·lícula internacional en els Premis Óscar 2024.
La pel·lícula "Melody" va ser seleccionada en el 54è prestigiós festival Goa a l'Índia i tindrà la seva primera projecció internacional en la secció de cinema mundial.

## Sinopsi
En un centre oncològic infantil, Melody ensenya música a 30 nens. Vol compondre una peça musical utilitzant els sons de 30 ocells diferents. Una tasca senzilla, però quan només troben 20 ocells, Melody acompanyada de Mango, un majordoma muda, s'embarcarà en una vella cantant que sap on estan la resta dels ocells que estan sent caçats.

## Repartiment
- Diman Zandi com Melody
- Alireza Ostadi com el vell cantant
- Meghdad Eslami com Mango
- Safar Hakadodov com el pare del nuvi
- Zulfiya Sadikova com la mare del nuvi